# Карьера Артуро Уи
«Карьера Артуро Уи, которой могло не быть» (нем. Der aufhaltsame Aufstieg des Arturo Ui) — пьеса-памфлет немецкого поэта и драматурга Бертольта Брехта, написанная в 1941 году; одно из самых ярких воплощений его теории «эпического театра».

## История создания
Пьеса «Карьера Артуро Уи» была задумана Брехтом ещё в 1935 году, во время его недолгого пребывания в Соединённых Штатах; эта поездка подсказала ему и место действия пьесы — Чикаго и, как напишет позже Брехт, «гангстерское „облачение“ (являющееся разоблачением)». Однако написана пьеса была лишь в марте-апреле 1941 года в Финляндии.
В то время, когда нацистская Германия уже покорила почти всю Европу, Брехт написал пьесу-притчу о возвышении Гитлера и его партии, — пьесу о гангстерах, которая, по его замыслу, должна была напомнить «некоторые всем известные события». При этом он отметил в своём дневнике: «Конечно, всё должно быть написано в высоком стиле», — Брехт, в своих пьесах предпочитавший прозу, «Карьеру Артуро Уи» написал в основном шекспировским 5-стопным ямбом; этот приём он уже использовал с той же целью в пьесе «Святая Иоанна скотобоен». Ради «высокого стиля» он прибег в своей пьесе и к пародированию в отдельных сценах У. Шекспира — его «Ричарда III», «Ричарда II» и «Макбета», — а также «Фауста» И. В. Гёте. Масштабные шекспировские злодеи, по замыслу автора, должны были оттенять ничтожность его героя — мелкого, трусливого авантюриста и шантажиста. Гангстерская среда в сочетании с «высоким стилем» должна была создать двойной «эффект очуждения».
Реальные исторические события, писал Брехт в своём дневнике, «должны постоянно просвечивать, но, с другой стороны, гангстерское „облачение“… должно иметь самостоятельный смысл», — слишком тесная связь этих двух линий, как опасался Брехт, заставит зрителей за каждой подробностью искать реальное событие, а за каждым персонажем — исторический прототип; гангстерская история была шире конкретного исторического прецедента. Брехт не ставил перед собой задачу рассказать историю прихода нацистов к власти, его пьеса была задумана как памфлет, а не историческая хроника; тем не менее реальные события «просвечивали», при постановке пьесы в конце каждой сцены должны были появляться надписи, воссоздающие хронологию реальных событий. Узнаваемы были и основные действующие лица: в Артуро Уи легко узнавался Гитлер, в Старом Догсборо — Пауль фон Гинденбург, которого нацисты шантажировали незаконно приобретённым имением, в Догсборо-сыне, соответственно, его сын Оскар. В примитивном и агрессивном Эрнесто Роме современники узнавали начальника штаба СА Эрнста Рёма, в «интеллектуальном» Джузеппе Дживоле — Йозефа Геббельса, а в Эмануэле Гири — Германа Геринга. В Игнатии Дольфите, чью вдову Уи обольщает, как шекспировский Ричард III — вдову принца Эдуарда, даже по имени не трудно было узнать Энгельберта Дольфуса, канцлера и министра иностранных дел Австрии, убитого национал-социалистами в 1934 году; его вдова, Бетти Дольфит, здесь — аллегория Австрии, присоединённой Гитлером четыре года спустя. В Кларке можно было узнать фон Папена, а в Теде Рэгге — Грегора Штрассера; наконец, в Рыббе, которого гангстеры обвиняют в поджоге склада, узнавался безработный голландец ван дер Люббе, ложно обвинённый нацистами в поджоге рейхстага. Брехт использовал в своей пьесе и ещё один известный исторический факт: желая овладеть приёмами воздействия на человеческую психику, Гитлер в Мюнхене брал уроки у Базиля — бывшего актёра придворного театра.
В «высоком стиле», по мысли Брехта, пьеса должна была ставиться и на сцене, лучше всего — в стиле елизаветинского театра. «Следует использовать, — писал Брехт, — маски, интонации, жесты, напоминающие о прототипах, но чистой пародии следует избегать, и комическое начало непременно должно звучать до известной степени жутко».
При жизни автора пьеса не ставилась на сцене, — после войны Брехт не поставил «Карьеру Артуро Уи» и в своём театре, «Берлинер ансамбль», поскольку нацистская тема в ГДР оказалась не ко двору: неприятное прошлое предпочитали предать забвению. Первую постановку осуществил в 1958 году ученик Брехта Петер Палич в Западной Германии — в Штутгарте.
На русском языке пьеса впервые была опубликована в 1964 году в 5-томнике сочинений Б. Брехта, в переводе Е. Г. Эткинда.

## Действующие лица
- Зазывала
- Флейк, Карузер, Бучер, Малберри, Кларк — дельцы, члены правления треста «Цветная капуста»
- Шийт — владелец пароходства
- Старый Догсборо
- Догсборо-сын
- Артуро Уи — главарь гангстеров
- Эрнесто Рома — его помощник
- Тед Рэгг — репортёр газеты «Стар»
- Докдейзи.
- Эмануэле Гири — гангстер
- Боул — кассир у Шийта
- Гудвилл и Гэфлз — чиновники из городской управы
- О’Кейси — чиновник, ведущий расследование
- Актёр
- Джузеппе Дживола — торговец цветами, гангстер
- Xук — оптовый торговец овощами.
- Обвиняемый Рыббе
- Защитник
- Судья
- Прокурор
- Молодой Инна — близкий друг Эрнесто Ромы
- Игнатий Дольфит
- Бетти Дольфит — его жена

## Сюжет
Как во времена Шекспира, Зазывала приглашает публику в театр, обещая представить в спектакле «цвет бандитского мира», но в то же время и «правду истории, горькую самую».
Члены правления чикагского треста «Цветная капуста» обсуждают свои печальные дела: клиенты разоряются, покупать капусту некому. В приёмной дожидается мелкий гангстер Артуро Уи, который, по словам одного из членов правления, «чует трупный запах и сразу хочет выгоду извлечь», — он берётся объявить зеленщикам, что покупать капусту у других поставщиков опасно для здоровья. Правление треста не желает иметь дело с бандитом, его приказывают гнать в шею. Трест рассчитывает получить заём на постройку причалов, чтобы овощи обходились дешевле, но влиятельный старик Догсборо, которого правление треста вывело в люди, отказывает ему в помощи.
Член правления треста Флейк пытается задёшево купить пароходство у его разорившегося владельца — Шийта, который, однако, ещё рассчитывая на чью-то помощь, отказывается продавать. Появляется Уи со своим грозным помощником Ромой; Флейк рассказывает о новой инициативе Уи — продавать капусту с помощью его револьвера; он как будто считает, что всю эту нечисть, промышляющую шантажом, убийством и грабежом, надо выжигать калёным железом, но Шийт с ужасом обнаруживает сходство между Флейком и подручным Уи — и соглашается продать пароходство; сделка заключается тайно.
Представители треста как бы в благодарность за оказанные некогда услуги дарят старику Догсборо контрольный пакет акций пароходства. Догсборо принимает подарок. Некоторое время спустя городское правление по предложению Догсборо выдаёт тресту заём; однако никакие причалы не строятся, и муниципалитет назначает проверку в пароходстве.
Уи тем временем пребывает в депрессии: во время последнего налёта его едва не пристрелили и едва не арестовали, с тех пор он боится рискованных дел, на которые подбивает его Эрнесто Рома; его ребята скучают без дела: «Они стреляют по тузам бубновымм, а не по людям. Это — очень вредно». Рома хочет осуществить давно задуманный рэкет: разгромить магазины «Цветной капусты», после чего предложить тресту охрану. Дживола предлагает шантажировать старика Догсборо, к рукам которого, кроме контрольного пакета акций, прилипла ещё какая-то дача. В сопровождении Ромы Артуро является к Догсборо и просит замолвить за него словечко в тресте «Цветная капуста», — перемежая просьбы угрозами и истериками («Мне сорок лет, и я — пустое место»), он так ничего и не добивается. Но, узнав о предстоящей проверке, Догсборо отправляет Уи на переговоры с Шийтом, который должен заявить, что пароходство всё ещё принадлежит ему. В результате переговоров Шийта находят мёртвым; Уи приписывает ему растрату средств, предназначенных для строительства причалов. Свидетеля Боула, который мог подтвердить, что пароходство давно уже принадлежит Догсборо, люди Уи также устраняют. Старому Догсборо, замешанному теперь ещё и в убийствах, ничего не остаётся, как оказывать покровительство Уи.
С помощью Догсборо Уи становится членом правления «Цветной капусты», — теперь ему необходима внешняя респектабельность, и он приглашает старомодного провинциального актёра, который ставит ему походку (она должна соответствовать тому, как «маленькие люди хозяина себе воображают»), а также «стояние» и «сидение». Наученный актёром, он выступает перед зеленщиками с пламенной речью, обещает им надёжную защиту от гангстеров — всего за тридцать процентов от выручки. Люди Уи поджигают склад торговца, неосторожно заявившего, что в городе спокойно и защита не нужна, — по обвинению в поджоге склада судят некоего Рыббе, опоенного дурманом.
Догсборо пишет завещание и предсмертное письмо, в котором кается в своих грехах и сообщает всё, что известно ему об убийстве Шийта и многих других лиц. Уи и компания выкрадывают письмо и подделывают завещание. Подчинив себе Чикаго, Артуро хочет распространить свою власть и на соседний Цицеро, но этому мешает журналист Дольфит со своей «паскудной нравственной газетой».
Подручные Уи тем временем ссорятся между собой, и Роме удаётся убедить Артуро в том, что члены правления треста при поддержке некоторых его соратников плетут против него интриги. Уи поручает ему устранить всех, кто может представлять опасность, но, пока он репетирует речь, призванную вдохновить людей Ромы на новые подвиги, Гири приводит к нему миссис Дольфит, — она торгует овощами, имеет свой интерес и утверждает, что кампания в прессе направлена не против Уи, а против Эрнесто Ромы: если бы не он, Дольфит не имел бы ничего против слияния с чикагским трестом. И Артуро жертвует Ромой.
Напуганный убийством Ромы Дольфит всё же пытается объяснить Уи, что жители Цицеро имеют право сами решать, нужна ли им защита, — в следующей картине Дольфита уже хоронят. Его вдова обвиняет Уи в убийстве мужа и решительно отказывается сотрудничать с ним. На организованном бандой Уи собрании чикагские торговцы овощами пытаются бунтовать и призывают коллег из Цицеро присоединиться к ним, — но теперь уже вдова Дольфита убеждает их признать Уи своим защитником. Торговец из Цицеро просит разрешения покинуть собрание. «Любой свободен делать всё, что хочет», — отвечает Дживола; сразу по выходе торговца убивают. «Как ваш свободный выбор?» — спрашивает Гири оставшихся. Участники собрания голосуют за Уи обеими руками.

## Сценическая судьба
Первая постановка «Карьеры Артуро Уи» в Государственном драматическом театре Штутгарта в ноябре 1958 года имела шумный успех; поскольку в ГДР пьеса не ставилась, западногерманский критик писал: «Там, в зоне, где тоже живут немцы и где Брехт пользовался славой и почётом как друг режима и даже имел в своём распоряжении собственный театр, там эта пьеса до сих пор не может быть сыграна, — и это, видимо, связано с тем, что слишком подробное описание политических методов гангстера Уи… может вызвать неприятные для тамошних господ сравнения у их подданных». Уже через несколько месяцев, в марте 1959 года, штутгартскую версию «Карьеры Артуро Уи» затмил спектакль «Берлинер ансамбль», поставленный тем же Петером Паличем вместе с другим учеником Брехта — Манфредом Веквертом.
Берлинский спектакль отличался большей политической остротой и определённостью, только за один год он прошёл девяносто четыре раза, был высоко оценён как в обеих частях Германии, так и во Франции, где театр гастролировал в 1960 году. Вскоре после гастролей «Берлинер ансамбль» Жан Вилар поставил «Карьеру Артуро Уи» в Национальном народном театре (ТНП), сыграв в нём главную роль, — пресса оценила спектакль как одно из высших достижений современного театрального искусства, упрочившее славу Брехта-драматурга. «Эта шекспировская эпопея, полная крови, грохота, ярости и гротеска, — писала газета „Le Parisien“, — пробуждает в нас ещё жгучие воспоминания. Она к тому же заставляет нас испытывать угрызения совести и более пристально всмотреться в наше время».
Ещё один выдающийся спектакль был создан в 1962 году в варшавском театре «Вспулчесны» режиссёром Эрвином Аксером; тонкий и гибкий, по определению критика, художник, свободно изменявший свою манеру в зависимости от драматургии, Аксер исходил из того, что «иначе, чем методом Брехта-режиссёра, нельзя поставить Брехта-драматурга». Его спектакль только за первые полтора года выдержал более ста пятидесяти представлений. «В Варшаве, — писал советский критик А. Гершкович, — „Карьера“ сыграна так, что, кажется, лучше сыграть невозможно… Брехт написал яркий гротеск, пьесу-памфлет. Польский театр заострил его до предела. Брехт советовал при постановке пьесы передать „в гротеске атмосферу ужаса“. Польский театр сделал спектакль, от которого кровь леденеет в жилах, но мысль работает сурово и безотказано. Брехт предлагал ставить „Карьеру“ в пластической манере, в быстром темпе, с чётким расположением отдельных групп, в духе старинной исторической живописи. Польский театр создал оживший паноптикум каннибалов…». Как и в парижском спектакле, особой похвалы удостоился исполнитель главной роли, в данном случае — Тадеуш Ломницкий. По мнению Ю. Юзовского, игра Ломницкого стоила целого социологического исследования: он проследил не только путь мелкого проходимца к положению главы государства, но и «своего рода психологическую карьеру… от недочеловека к сверхчеловеку», создал узнаваемый тип ничтожества, которое, по словам критика, избавляется от комплекса неполноценности, лишая полноценности окружающих.

### «Карьера Артуро Уи» в БДТ
На советской сцене Брехт в те годы не приживался: в лучшем случае его ставили не по-брехтовски, а в традициях русского психологического театра, в худшем — слишком примитивно понимая принципы «эпического театра»; осторожный Георгий Товстоногов для постановки «Карьеры Артуро Уи» в Большом драматическом театре пригласил Аксера. Польский режиссёр ставил спектакль в БДТ с теми же художниками и с тем же композитором, которые оформили его постановку во «Вспулчесны», но ленинградский спектакль не стал повторением варшавского, — по свидетельству самого режиссёра, все основные элементы его первоначального замысла были сохранены, но некоторые частности изменились, как и толкование некоторых ролей. Изменения, рассказывал Аксер, возникли по инициативе актёров БДТ и были связаны с индивидуальными особенностями их дарований, но форма спектакля и в Ленинграде определялась принципами «эпического театра»: «Так же как и при первоначальной трактовке, мы подчёркиваем, что рассказанная в пьесе „гангстерская история“ соотносится с событиями в Германии в 1933—1938 гг.; но, сохраняя аллегорию, мы старались в соответствии с желанием автора придать действующим лицам известную самостоятельность».

Евгений Лебедев в роли Артуро Уи. Большой драматический театр, 1963 год

Этот первый брехтовский спектакль был высоко оценён и критикой, и зрителями, а роль Артуро Уи стала одной из лучших в творческой биографии Евгения Лебедева. «Выдающийся польский артист, — писала Р. Беньяш, — показал в роли Артуро великолепное виртуозное мастерство. Но не было у него той силы внутренней энергии, той отдачи всего существа, той органической переплетённости буффонады и подлинности, которыми покоряет Лебедев». В отличие от Ломницкого, Лебедев играл Уи гротескно, в начале, по словам критика, это был «скорее, отброс человечества, чем человек», — весь перекошенный, согнутый, обвислый, он больше походил на обглоданного, шелудивого пса, «кажется, кликни его, он прибежит на четвереньках», но при этом пса злобного: он грызёт свою шляпу в бессильной ярости, выслеживает, вынюхивает, ловит в воздухе запах поживы, в любой момент готовый выскочить из-за угла и вцепиться в свою долю. По мере продвижения он постепенно распрямлялся, приобретал некоторое благообразие и в этом благообразии становился ещё страшнее.
Пьеса Брехта заканчивается шестистрочным «Эпилогом», написанным уже после поражения Германии: «А вы учитесь не смотреть, но видеть…» — и неясно, кто должен произносить эти строки. Аксер решил финал в духе «эпического театра»: в последней сцене Лебедев появлялся на трибуне в гриме Гитлера, с его усиками и чёлкой, произносил страстную речь, похожую на злобный собачий лай, после чего спускался с трибуны, медленно, на ходу снимая грим, выходил на авансцену, уже не Гитлер и не Артуро Уи, а актёр Евгений Лебедев, и от своего имени, «раздельно и трудно, как будто каждое слово даётся ему ценой величайшего нервного напряжения», по свидетельству критика, произносил этот эпилог:
«…Ещё плодоносить способно чрево, Которое вынашивало гада.»

### Известные постановки
- 1958 — Государственный драматический театр, Штутгарт. Постановка Петера Палича, художник Герд Рихтер, композитор Ганс Дитер Хозала. Роли исполняли: Артуро Уи — Вольфганг Килинг (берлинский актёр), Догсборо — Ганс Манке, Рома — Гергард Юст, Гири — Герберт Штейнмец, Дживола — Ганс Гельмут Диков, Зазывала и Бетти Дольфит — Урсула фон Рейбниц. Премьера состоялась 19 ноября
- 1959 — «Берлинер ансамбль». Постановка Петера Палича и Манфреда Векверта, композитор Ганс Дитер Хозалла, художники Карл фон Аппен и Гоффман. Роли исполняли: Артуро Уи — Эккехард Шалль, Кларк — Дитер Кнауп, Догсборо — Мартин Флерхингер, Рома — Гюнтер Науман, Дживола — Хильмар Тате, Гири — Вольф Кайзер, Докдейзи — Барбара Берг (дочь Брехта), Актёр — Зигфрид Вейс, Дольфит — Вилли Шольц. Премьера состоялась 23 марта
- 1959 — Национальный народный театр. Постановка Жана Вилара и Жоржа Вильсона, художник Андре Аккар. Роли исполняли: Артуро Уи — Жан Вилар, Рома — Жорж Жерэ, Гири — Шарль Деннэ, Догсборо — Филипп Деэден, Дживола — Жорж Рикье, Дольфит — Ги Сен-Жан, Бетти Дольфит — Кристиана Миназолли, Зазывала — Доминик Патюрель, Докдейзи — Арлетта Сандерс. Премьера состоялась 8 ноября
- 1962 — «Театр Вспулчесны». Постановка Эрвина Аксера, художники Ева Старовейская и Конрад Свинарский, композитор Збигнев Турский. Роли исполняли: Артуро Уи — Тадеуш Ломницкий, Догсборо — Казимеж Опалиньский, Дживола — Эдвард Дзевоньский, Гири — Александер Бардини, Кларк — Хенрик Боровский, Рома — Мечислав Чехович, Докдейзи — Барбара Вжесиньская, Актёр — Юзеф Кондрат. Премьера состоялась в январе
- 1963 — Большой драматический театр им. М. Горького. Постановка Э. Аксера. Художники Э. Старовейская, К. Свинарский; композитор 3. Турский. Роли исполняли: Артуро Уи — Е. Лебедев, Догсборо — В. Полицеймако, Дживола — С. Юрский, Гири — В. Кузнецов, Эрнесто Рома — Е. Копелян, Инна — В. Рецептер, Зазывала — Г. Штиль, Догсборо-сын — Б. Рыжухин, Актёр — В. Стржельчик, Докдейзи — З. Шарко, Бетти Дольфит — Н. Ольхина. Премьера состоялась 26 июня
- 1995 — «Берлинер ансамбль». Постановка Хайнера Мюллера и Штефана Зушке; художник Ханс Йоахим Шликер. Роли исполняли: Артуро Уи — Мартин Вуттке, Рома — Герман Байер, Догсборо — Штефан Лизевски, Дживола — Мартин Зайферт, Гири — Фолкер Шпенглер[18][19]

## Экранизации
- 1996 — «Карьера Артуро Уи. Новая версия». Режиссёр Борис Бланк. Композитор Дмитрий Атовмян. В ролях: Артуро Уи — Александр Филиппенко, Рома — Вячеслав Невинный, Дживола — Алексей Жарков, Гири — Виктор Проскурин, Догсборо — Альберт Филозов.